# ノッティング・ヒル・ゲート駅
ノッティング・ヒル・ゲート駅（ノッティング・ヒル・ゲートえき、英語: Notting Hill Gate station）はロンドンのノッティング・ヒルにあるロンドン地下鉄の駅である。
セントラル線、ディストリクト線およびサークル線が発着する。この駅はトラベルカード・ゾーン1とゾーン2の境界にあり、両方に属する。

## 駅概要
サークル線とディストリクト線は線路を共有しており、同じホームに発着する。セントラル線は別のホームに発着する。

## 歴史
サークル線・ディストリクト線のホームは、1868年10月1日にメトロポリタン鉄道 (MR) がパディントン駅からグロースター・ロード駅まで延伸した際に開業した。
セントラル線のホームは1900年7月30日に、セントラル・ロンドン鉄道（CLR）が開業させた。CLRホームへのアクセスは最初はエレベーターで向かうようになっていた。
両鉄道の駅は、最初は道路の向かいにそれぞれの駅舎を持つ別々の駅として開業した。

### 再開発
駅の入口は1950年代後半に再築された。1959年3月1日に、サークル線・ディストリクト線とセントラル線の2つのノッティング・ヒル・ゲート駅が接続して再開業した。
この際、道路の両側の入口から切符売り場にアクセスできるようになり、またサークル線・ディストリクト線の駅から、セントラル線へはエスカレーターで降りることができるようになった。このエスカレーターはロンドン地下鉄で初めて、木製ではなく金属製のサイドパネルを持つものである。
出入口も広げられ、ノッティング・ヒル・ゲートの公共地下道としても機能するようになる。

## 周辺施設
- ポートベロ・ロード（英語版） - 世界最大級のアンティーク市。
- ケンジントン宮殿 - ダイアナ元妃も住んだ、王室の宮殿。一般公開もある。
- ケンジントン・ガーデンズ - ケンジントン宮殿やハイド・パークに隣接する公園。

## 作品への登場
1968年の映画「Otley」において、Leonard Rossiter演じるバス運転手である暗殺者が、お金がつまったスーツケース爆弾を開けて自爆する場所がノッティング・ヒル・ゲート駅のホーム（もしくはそう見せたもの）である。

## 隣の駅
ロンドン交通局
ロンドン地下鉄
■サークル線
ハイ・ストリート・ケンジントン駅 - ノッティング・ヒル・ゲート駅 - ベイズウォーター駅
■ディストリクト線
エッジウェア・ロード支線
ハイ・ストリート・ケンジントン駅 - ノッティング・ヒル・ゲート駅 - ベイズウォーター駅
■セントラル線
ホランド・パーク駅 - ノッティング・ヒル・ゲート駅 - クイーンズウェイ駅

## ギャラリー

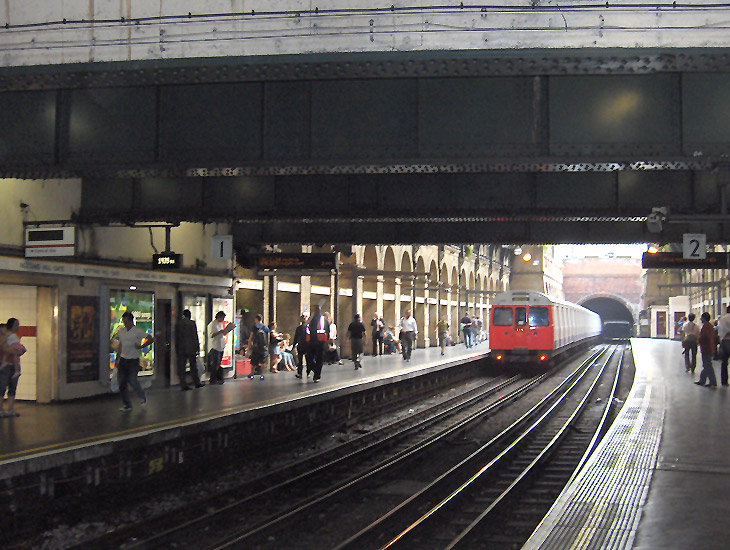
ディストリクト線とサークル線のプラットホーム (2006年 9月)
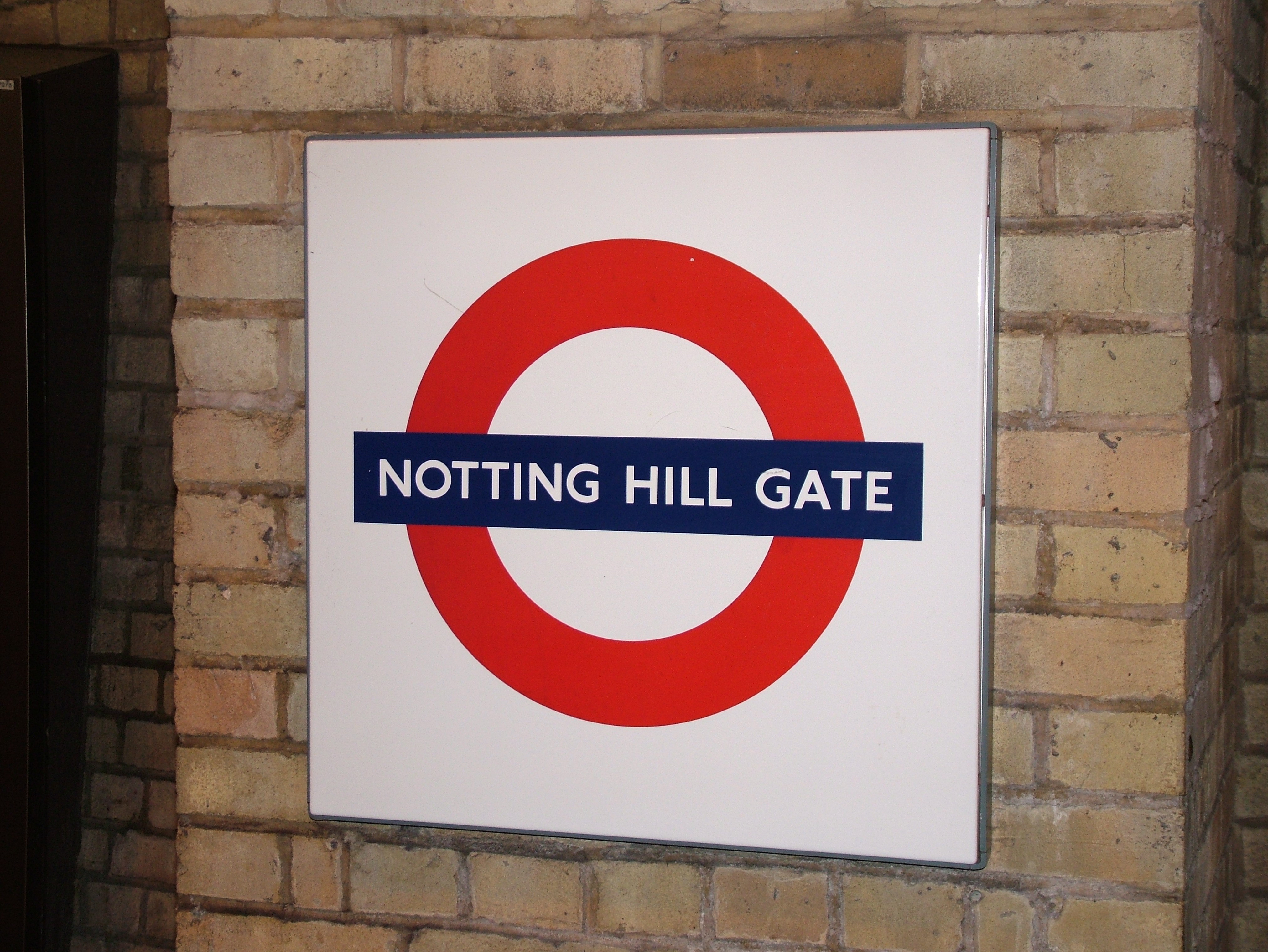
ディストリクト線とサークル線の駅名版
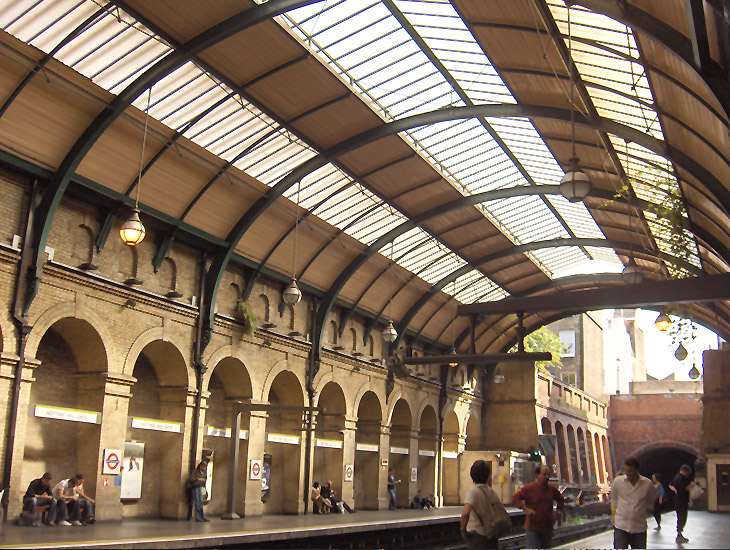
ディストリクト線とサークル線のプラットホームにある屋根 (2006年 9月)
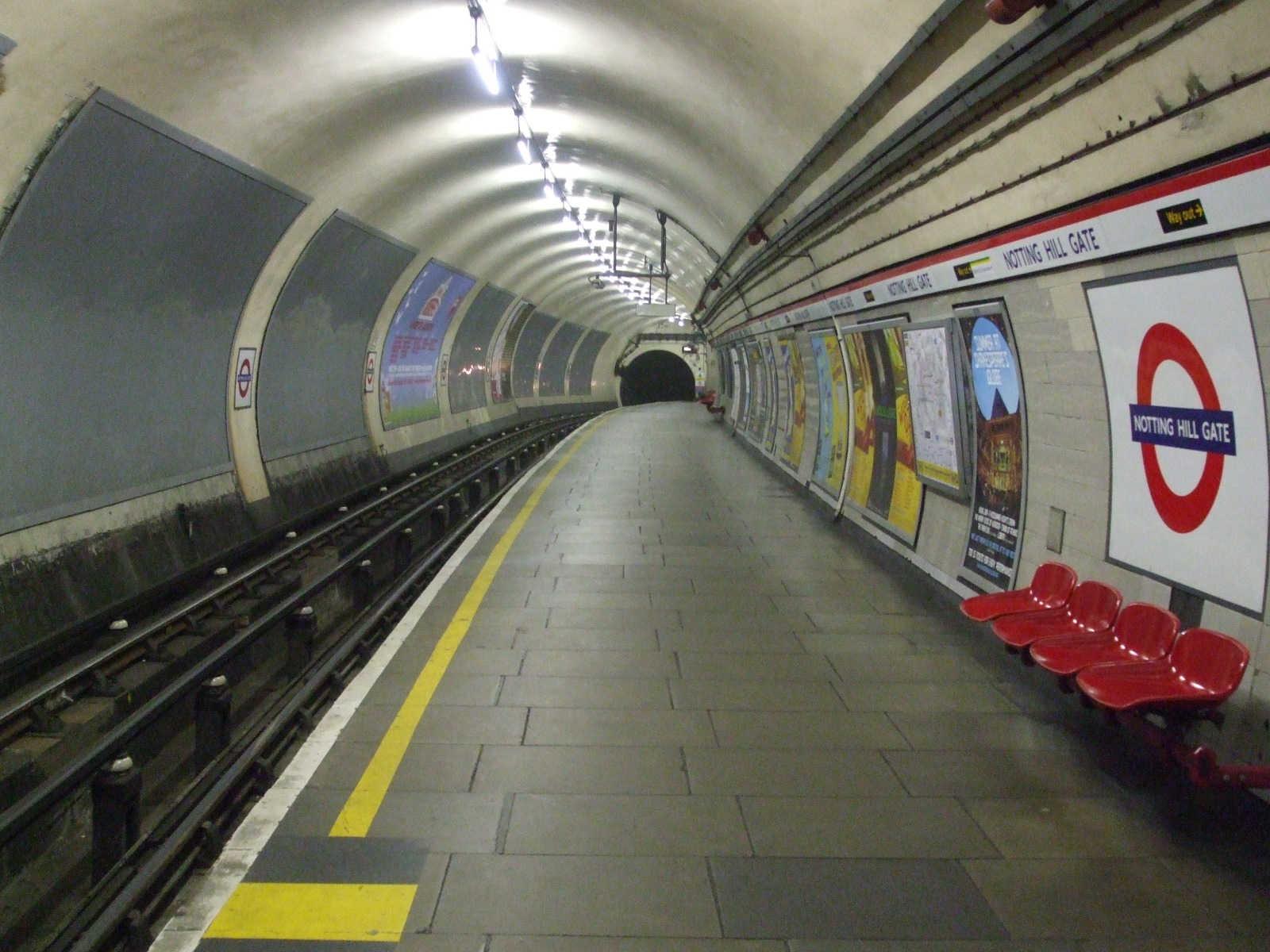
東へ行くセントラル線のプラットホームを西から見ている
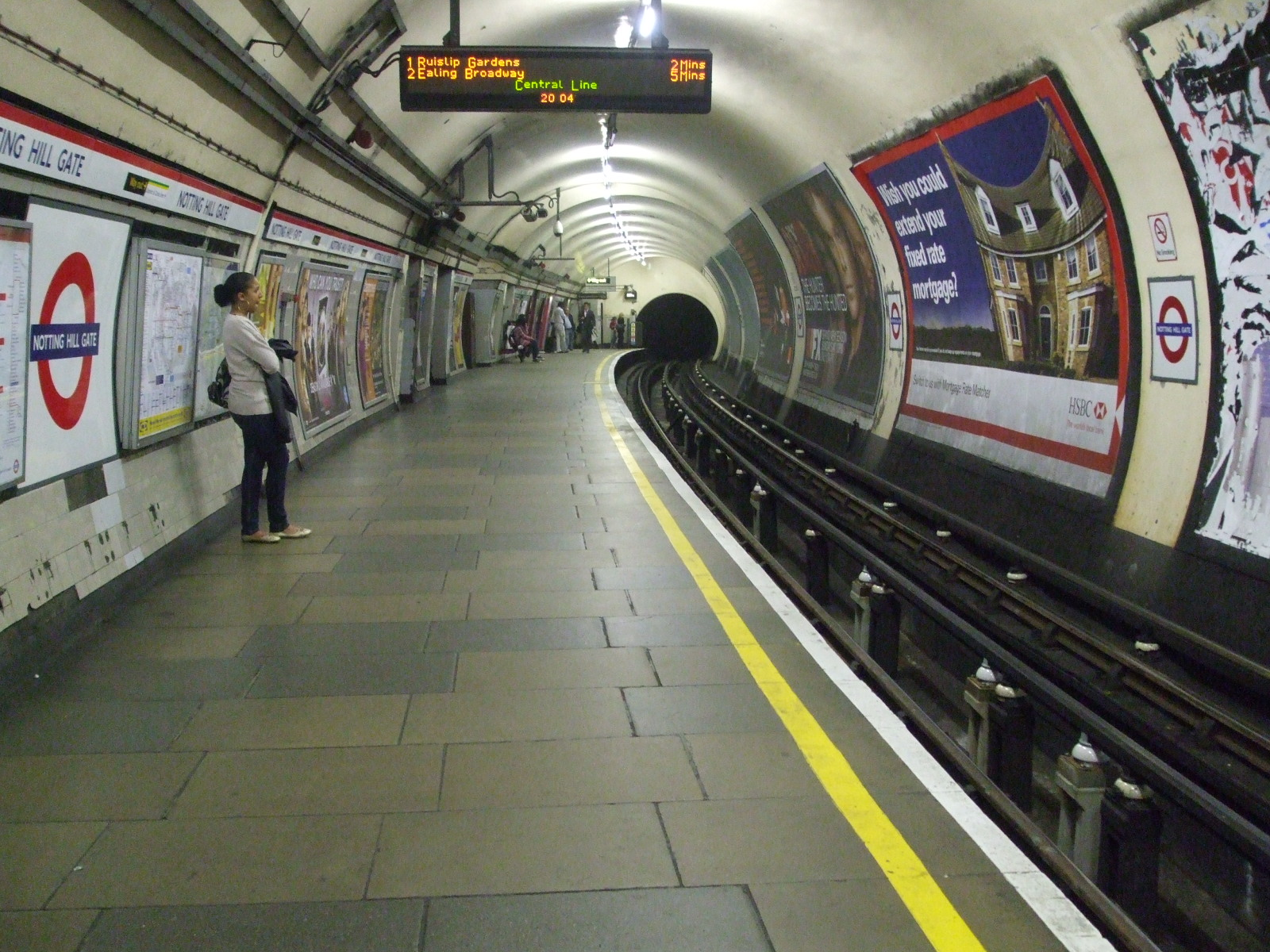
西へ行くセントラル線のプラットホームを東から見ている
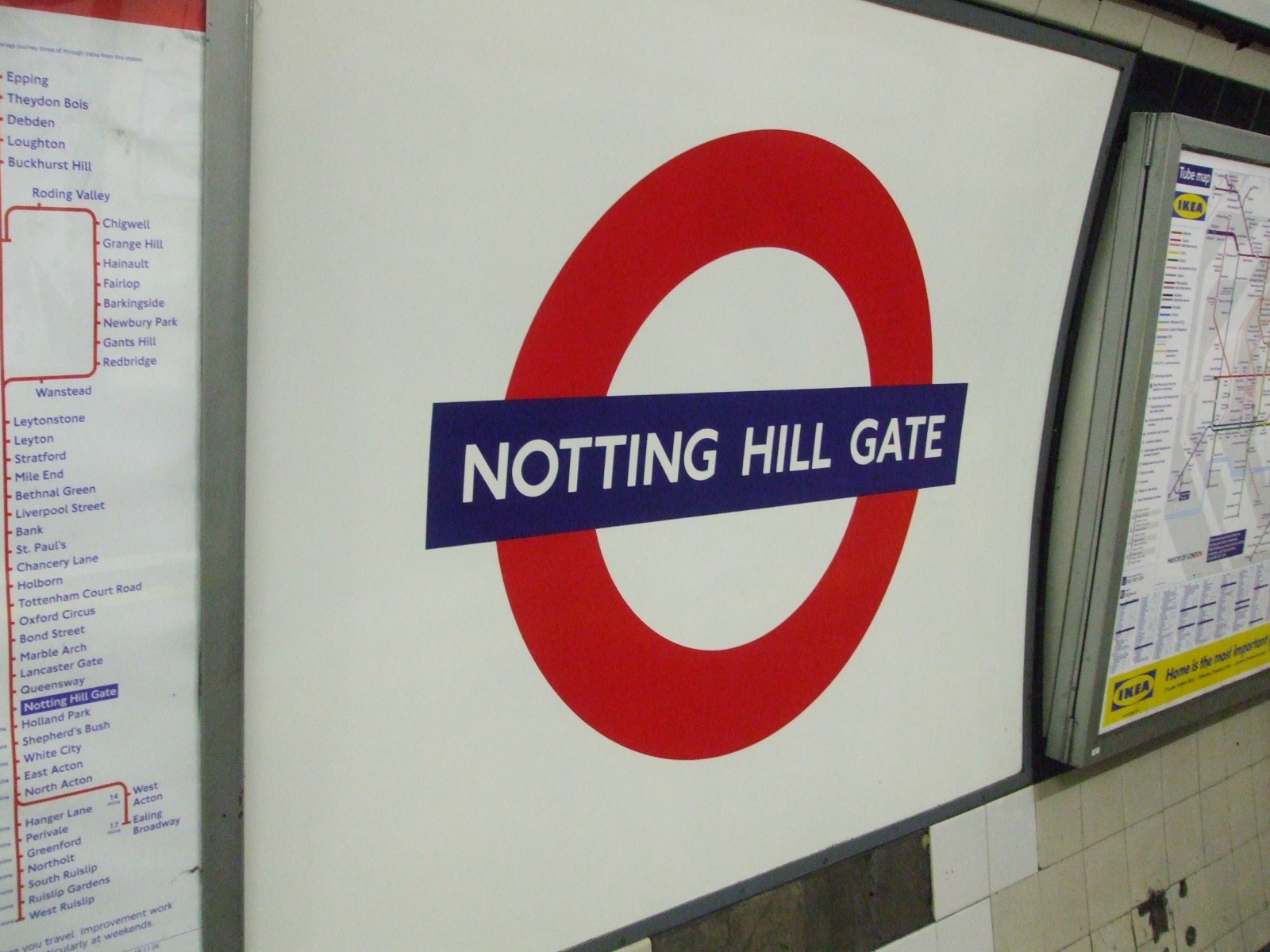
セントラル線の駅名版